# Skinhedi protiv rasnih predrasuda
Skinhedi Protiv Rasnih Predrasuda (engl. Skinheads Against Racial Prejudice, skraćeno SHARP) su pokret antirasistički nastrojenih skinheda koji se protive neonacističkim i ekstremno desničarskim idejama, naročito ako te ideje promovišu i afirmišu kao tobožnji deo skinhed pokreta i kulture.
SHARP–ovci se pozivaju na antirasističku tradiciju ranih skinheda sa kraja 60-ih godina, pre nego što su tokom 70–ih pojedini skinhedi počeli da se učlanjuju u ekstremističke organizacije kao što je Nacionalni Front. Van svog isticanja antirasizma, ne postoji oficijelna politička ideologija SHARP-a. Pored svojih antirasističkih ideala, mnogi SHARP-ovci su bili povezani sa grupama kao što su Antifašistička akcija i Antirasistička akcija. Bez obzira na sve,ovo je više zasnovano na ličnim uverenjima, umesto što se može smatrati zvaničnom ideologijom SHARP pokreta.

## Pre-a
Originalna skinhed potkultura započeta je u Velikoj Britaniji kasnih '60-ih i na njih je imala uticaj kultura britanskih modova (šminkera) i jamajčanskih rud bojsa (grubih momaka), uključujući ljubav prema ska i soul muzici. Mada su neki skinhedi (uključujući crne skinhede) bili angažovani u tzv. Paki bashingu (nasumično nasilje protiv Pakistanaca i drugih azijskih imigranata), skinhedi nisu bili bliski sa organizovanim rasističkim političkim pokretom '60 ih. U svakom slučaju kasnih '70-ih skinhed pokret je zaživeo u Velikoj Britaniji uključujući poprilično velike nacionalističke tendencije, koje su povukle za sobom organizacije poput Nacionalnog Fronta, Britanskog Pokreta, Rok Protiv Komunizma i Krv i Čast. Zbog svega ovoga, centralni mediji su počeli da lepe etikete celom skinhed pokretu i indentitetu kao neonacističkom. Zagovornici rasističkih ideja koji sebe identifikuju sa skinhed pokretom pojavljuju se i u ostalim zemljama, uključujući i SAD.

## Istorija
Skinhedi Protiv Rasnih Predrasuda, kao organizacija je započela svoju aktivnost u Njujorku 1987. godine pod vođstvom Markusa Pačeka, kao način da se pokaže da skinhed potkultura nije zasnovana na nacizmu i političkom ekstremizmu. Andre Šlezinger (i njegov Oi! Bend The Press) i Džejson O'Tul (pevač hardkor pank grupe Life is Blood) bili su među prvima koji su podržavali SHARP pokret. Godine 1989, Rudi Moreno iz velškog Oi! benda The Oppressed posetio je Njujork i susreo se sa mnogim SHARP članovima. Po povratku u Veliku Britaniju, započeo je promovisanje SHARP ideala među britanskim skinhedima. SHARP grupe su tada formirane u Nemačkoj, celoj Evropi i svim kontinentima. U svakom slučaju mnoge od ovih grupa su se formalno raspale i 2000-e SHARP je postao više individualna prepoznatljivost nego kao oficijelna organizacija.Saglasno izveštaju iz 2005. godine Južnjačkog socijalnog centra, SHARP grupe su se ugasile u SAD u toj godini (mada taj centar nije objasnio kako je došao do tih zaključaka).
Deo Njujorške sekcije SHARP-a se na kraju razdvojio i neki od članova su formirali levo krilo Crvenih i Anarho Skinheda (RASH), kada je grupa antirasista ali homofobičnih skinheda u okviru SHARP-a ubila homoseksualca. RASH je zvanično nastao 1.maja 1993 godine.